# The Warfare of the Flesh
The Warfare of the Flesh è un film muto del 1917 diretto da Edward Warren.

## Produzione
Il film fu prodotto dalla Edward Warren Productions. Le riprese vennero effettuate nel North Carolina e in Florida.

## Distribuzione
Il film uscì nelle sale cinematografiche USA nel maggio 1917.